# 光泽站
光泽站，位于中华人民共和国福建省南平市光泽县杭川镇，是鹰厦铁路上的火车站，建于1956年，由南昌铁路局南平车务段管辖。

## 車站周邊
- 中国农业银行光泽城关分理处
- 光泽县林业局
- 乌君洲公园
- 光泽第二中学

## 歷史
- 建于1956年。

## 外部連結
- 中国铁路客户服务中心（页面存档备份，存于）